# Bombardier Transportation
Bombardier Transportation — колишній канадський виробник рухомого складу та залізничного транспорту зі штаб-квартирою у Берліні, Німеччина.
Це була одна з найбільших у світі компаній з виробництва та обслуговування залізничних транспортних засобів та обладнання. Компанія Bombardier Transportation мала багато регіональних офісів, виробничих і розвивальних потужностей по всьому світу.
Вона виробляла широкий асортимент продукції, включаючи пасажирські залізничні транспортні засоби, локомотиви, візки, двигуни та засоби управління. У лютому 2020 року у компанії було 36 000 співробітників та 63 виробничі й інженерні підприємства по всьому світу.

29 січня 2021 року дочірнє відділення та залізничне обладнання Bombardier Inc. були придбані французьким виробником Alstom.

## Історія

### XX століття
У залізничний бізнес компанія Bombardier увійшла в 1970 році, придбавши австрійського виробника моторолерів і трамваїв Lohner-Werke і її дочірню компанію, виробника двигунів Lohner-Rotax.
Нафтова криза 1973 року змусила Bombardier скоротити виробництво снігоходів вдвічі. Було вирішено використовувати надлишкові виробничі потужності і ноу-хау компанії для виробництва рухомого складу.
У наступному 1974 році Bombardier Transportation отримало від агентства громадського транспорту Société de transport de Montréal (STM) своє перше замовлення на виробництво 423 одиниць рухомого складу для метрополітену, що будувався у Монреалі.
Ядро транспортної групи було сформовано в 1976 році після покупки виробника локомотивів і дизельних двигунів Montreal Locomotive Works.

У 1982 році Bombardier отримує замовлення на суму в $ 1 млрд доларів на поставку 825 одиниць рухомого складу для Управління транспорту Нью-Йорка та стає північноамериканським лідером в цій галузі.
У 1987 році Bombardier купив активи американських виробників вагонів Budd Company і Pullman Company.
У другій половині 1980-х років Bombardier Transportation зміцнила свої позиції в Європі, придбавши в 1986 році 45 % бельгійської компанії La Brugeoise et Nivelles і в 1989 році французьку ANF Industrie. 
В 1988 році MLW WorthingtonLtd. був проданий General Electric, яка припинила роботу в Канаді в 1993 році.
У 1990 році придбано британську компанію Horbury railway works,
що пізніше перейменована на Bombardier Prorail (закрита в 2005 році).
В 1991 році була сформована група Bombardier Eurorail, що об'єднала європейські дочірні товариства компанії; BN, ANF-Industrie, Prorail і Bombardier Wien Schienenfahrzeuge (BWS, колишня Lohner-Werke).
В 1992 році група придбала в уряду Онтаріо канадського виробника рухомого складу Urban Transportation Development Corporation (UTDC) і викупила у мексиканського уряду найбільшого в Мексиці виробника залізничного рухомого складу Concarril
В 1995 році була придбана німецька компанія Waggonfabrik Talbot, що дозволило посилити позиції Bombardier в Європі, найбільшому у світі ринку залізничного рухомого складу.
В 1998 році група купила провідного виробника залізничного обладнання колишньої Східної Німеччини Deutsche Waggonbau AG (DWA), включаючи шість заводів у Німеччині, її дочірню швейцарську компанію Ateliers de Constructions Mécaniques і підрозділ в Чехії.

### XXI століття
В 2001 році Bombardier Transportation викупила у DaimlerChrysler великого міжнародного виробника устаткування для залізничного транспорту Adtranz, ставши лідером у Західній Європі з виробництва і обслуговування залізничного обладнання. Через рік Bombardier переводить свою штаб-квартиру транспортного підрозділу з Монреаля (Канада) до Берліна (Німеччина), бажаючи посилити позиції на європейському ринку обладнання для залізничного транспорту, найбільшому у світі. Приєднання було схвалено комісією ЄС з конкуренції при виконанні низку умов, а саме вихід Bombardier зі спільного підприємства Adtranz/Stadler Stadler Pankow GmbH (продано Stadler Rail), збереженні Kiepe Electric постачальником та ELIN партнером протягом декількох років після операції. Приєднання Adtranz зробило Bombardier виробником локомотивів поряд з існуючими лінійками вантажних вагонів, багатоцільових поїздів і трамваїв, а також вивело групу в бізнес з виробництва електричних двигунів.
Після придбання Adtranz в 2001 році Bombardier Transportation зробила основний акцент в своїй стратегії на Європу, зберігши кілька заводів у Північній Америці для меншого північноамериканського ринку:
- виробництво вагонних візків було зосереджено у Зігені (Німеччина), Дербі (Англія) і на колишньому заводі ANF у Креспені[en] (Франція);
- виробництво кузовів вагонів було зосереджено у Баутцені і Герліц (Німеччина), Кальмарі (Швеція, завод був куплений в 2001 році і закритий в 2005), Дербі і Брюгге (Бельгія);
- для остаточного складання були обрані заводи в Аахені і Геннігсдорфі (Німеччина), Амадорі (Португалія), Дербі, Креспене, Брюгге, Кальмарі і Праттельн (Швейцарія).

Крім того, деякі заводи мали спеціалізовані виробничі ролі, в тому числі в Ческа-Липа (Чехія) та Вроцлаві (Польща), які стали постачальниками деталей і зварних конструкцій, заводи у Відні (Австрія) і Баутцені, що стали спеціалізуватися на виробництві легких залізничних транспортних засобів (LRV), тоді як двоповерхові поїзди для німецького ринку було вирішено виготовляти в Герліц. Інші заводи були повністю або частково закриті.
В 2004 році через надлишок потужностей з виробництва пасажирських поїздів Bombardier оголосив про програму реструктуризації, яка призвела до закриття кількох заводів. В тому числі була закрита ділянка виробництва візків у Дербі та Вейкфілді, об'єкт технічного обслуговування у Донкастері; заводи у Праттельн, Кальмарі, Амадорі, Галле і Фечау.
Наприкінці 2012 року Bombardier оголосив про закриття заводу в Аахені і скорочення чисельності робочої сили транспортного підрозділу на 1200 осіб.
В 2014 році компанія отримала два великих замовлення: на 365 вагонів для Bay Area Rapid Transit (BART) і контракт на суму 1,3 млрд фунтів стерлінгів з корпорацією Transport for London на постачання 65 поїздів Alstom Aventra для Crossrail і будівництво ремонтного депо в Олд-Оук-Коммон
У січні 2014 року уряд Угорщини націоналізував збитковий і маловикористовуваний підрозділ Bombardier в Дунакесі, придбавши 64,9 % акцій за $ 7,8 млн.
У травні 2014 року Bombardier купила 100 % акцій Rail Signaling Service (RSS), австралійської компанії, що спеціалізується на проектуванні та побудові рішень для передачі залізничної сигналізації.
У грудні 2015 року було закрито завод RSS у Меріборо.
У травні 2015 року материнська компанія Bombardier Inc. оголосила, що має намір виділити Bombardier Transportation як окрему публічну компанію, зберігаючи при цьому контроль як мажоритарний акціонер. Лутц Бертлінген, президент і головний виконавчий директор Bombardier Transportation, заявив, що через це рішення компанія стане гнучкішою у своїй фінансовій політиці, а також потенційних придбань, що має дозволити їй краще підготуватися до очікуваного виходу на європейський ринок китайської компанії CRRC. IPO планувалося на кінець 2015 року.
Наприкінці 2015 року державний інвестор Caisse de dépôt et placement du Québec (CDPQ) придбав частку в Bombardier Transportation за $ 1,5 млрд. Інвестиції, які спочатку складали 30 % акцій, пізніше були оцінені в $5 млрд. Продаж частково потрібен був для продовження фінансування програми C-Series з боку материнської компанії, що втратила в 2015 році $4,6 млрд.
Наприкінці 2015 року Національна залізнична компанія Бельгії уклала з консорціумом Bombardier/Alstom великий контракт на суму €3,3 млрд на поставку 1362 двоповерхових пасажирських вагонів M7, на частку Bombardier припало близько €2,1 млрд.
У серпні 2016 року Bombardier відкрив виробничу дільницю площею 6000 м² в Йоганнесбурзі (ПАР), що спеціалізується на виробництві електричного тягового обладнання (Mitrac).
У грудні 2016 року, коли мова зайшла про «складне ринкове становище», Bombardier оголосив про наміри «стратегічної перебудови», через яку має бути скорочено до 2500 робочих місць.
Наприкінці 2010-х років Bombardier зазнала додаткових витрат та сплатила штрафи за прострочення поставки нью-йоркському MTA, німецькому Deutsche Bahn, швейцарському SBB та London Overground.
Аналітики припускають, що з моменту придбання Adtranz, компанії, що вдвічі перевищує розмір Bombardier, Bombardier зазнала організаційних проблем, на вирішення яких пішли роки.
На 2018 рік Bombardier перетворився на третього за величиною виробника залізничного обладнання в Західному світі та на четвертий у світі, поперед нього були CRRC, Siemens та Alstom.
У лютому 2020 року Alstom погодився придбати підрозділ Bombardier Transportation і підписав меморандум про взаєморозуміння між 5,8 та 6,2 млрд євро. Угода потребувала схвалення акціонерами Alstom на зборах, що відбулися у жовтні 2020 року, а також схвалення європейськими регуляторними органами. Основний акціонер Bombardier, Caisse de dépôt et placement du Québec, вже погодився на продаж.
У липні 2020 року Європейська Комісія схвалила продаж.
Bombardier Inc. оголосила 1 грудня 2020 року про те, що транзакція буде закрита 29 січня 2021 року на суму 5,5 млрд євро.